# Veprecula brunonia
Veprecula brunonia é uma espécie de gastrópode do gênero Veprecula, pertencente a família Raphitomidae.